# Jean-Noël d’Estrehan
Jean Noël d'Estrehan de Tours ou Jean Noël Destréhan, né le 12 décembre 1759 à La Nouvelle-Orléans et mort le 9 octobre 1823 à la paroisse de Saint Charles, Destréhan, est un homme politique créole de Louisiane et planteur esclavagiste, propriétaire de la plantation Destrehan.

## Biographie
Éduqué en France, il était le troisième fils du trésorier général et contrôleur de la Louisiane, Jean-Baptiste d'Estrehan Honoré de Beaupré (1700-1765), et de Jeanne Catherine de Gauvrit (1729-1773). En 1771, il retourna en Louisiane, alors colonie espagnole, avec son frère aîné Jean Baptiste Louis d'Estrehan de Beaupré (1749-1776), qui mourut peu après qu'ils eurent acheté une vaste plantation dans la paroisse Saint-Charles des Allemands.
Il épousa dix ans plus tard, en 1786, Marie Claude Céleste Eléonore Robin de Logny (1770-1824), fille de Robert Antoine Robine de Logny et Jeanne Dreux, qui lui donna 14 enfants, dont 9 survécurent. Le 16 décembre 1792, il acheta à son beau-père la plantation Destrehan, l'une des plus célèbres plantations de Louisiane, que sa veuve revendit en 1824 à son gendre Stephen Henderson (1775-1838), un homme d'affaires écossais haut en couleur ayant épousé sa fille Eléonore Zélia (1800-1830).

## La plantation Destrehan
Avec l'aide de son beau-frère, Étienne de Boré, premier maire de La Nouvelle-Orléans en 1804, il perfectionna la technique de granulation du sucre et devint un des planteurs les plus riches du futur État de Louisiane, créé en 1812, dont il devint l'un des deux premiers sénateurs cette année-là. À son apogée, la plantation Destrehan utilisait les services de plus de 200 esclaves, qui dormaient dans des cabanes de bois à l'écart de l'habitation principale. Les grands chênes de la propriété ont entre 175 et 200 ans.
En 1804, il fut l'un des trois grands planteurs créoles à protester contre les nouvelles dispositions américaines réglementant l'esclavage. En janvier 1811, c'est sur sa plantation qu'un conseil de cinq juges rend les sentences contre les meneurs de la révolte de La Nouvelle-Orléans.

## La transition politique de la Louisiane
Représentant élu puis président du Territoire d'Orléans en 1806 et 1811. Bien qu'opposé à la création de l'état de Louisiane, il fut un délégué au conseil constitutionnel d'Andrew Jackson, et le 30 avril 1812, le territoire d'Orléans devint le 18e État de l'Union sous le nom de Louisiane. Élu comme premier sénateur de Louisiane à Washington en 1812, il préféra siéger au sénat de Louisiane de 1812 à 1817, pendant la guerre anglo-américaine de 1812 qui voit une alliance entre Andrew Jackson, le corsaire Jean Lafitte et les plus grands planteurs créoles de Louisiane, tels que Hippolyte Chrétien et lui-même.

### La révolte des esclaves de la côte des Allemands
Face à la grande révolte d'esclaves de la côte des Allemands du 8 au 10 janvier 1811, notamment dans sa propre plantation, Jean Noël d'Estrehan réagit avec une extrême sévérité. Lorsque l'insurrection fut matée, et le meneur Charles Deslondes exécuté sans procès, un tribunal condamna pour l'exemple 18 esclaves à mort et leurs têtes furent empalées sur la digue pour intimider les autres captifs. Il utilisa par la suite une méthode nouvelle de travail des esclaves dans ses plantations. Il désigna des esclaves créoles pour diriger et commander d'autres esclaves. De plus, pendant la saison morte, lorsque la récolte de sucre nécessité peu de travail, les esclaves pouvaient s'occuper de leurs propres affaires et petits commerces. En 1823, il meurt dans sa plantation.

## Hommage
La ville de Destréhan est nommée en son honneur.